# Панаминт Рейндж
Панаминт Рейндж (на английски: Panamint Range) е къса, насечена, разломна блокова планина в северния край на пустинята Мохаве, в Национален парк „Долина на смъртта“ в окръг Иньо, щата Калифорния, САЩ.
Произходът на името е от дума на езика на племето паюти – Panümünt.

## География
Планината преминава от север на юг на около 100 mi (160 km) през Иньо Каунти, формираща западната стена на Долината на смъртта и отделяща я от долината Панаминт на запад. Веригата е част от басейновия и планински регион, в западната част на Големия басейн.
Най-високият връх в планината е Телескоп Пийк, с височина 3368 m.

## Характеристики
Двата басейна, Маунт Уитни и Бедуотер, в Долината на смъртта се виждат от някои точки на Панаминт Рейндж, което го прави единственото място, където можете едновременно да видите както най-високата, така и най-ниската точки, в съседните щати.
Историческо миньорско селище Баларат сега е град-призрак, който се намира в западната част на Панаминт Рейндж. Руините на Wildrose Charcoal Kilns (въглищни пещи Уайлдроус) са близо до каньона Уайлдроус, разположен в северната част.